# Schifflange
Schifflange (luxemburguès Schëffleng, alemany Schliffingen) és una comuna i vila a l'est de Luxemburg, que forma part del cantó d'Esch-sur-Alzette. Limita amb Bettembourg, Esch-sur-Alzette, Kayl, Mondercange i Sanem.

## Població
| Nacionalitat   | Població | %      |
| -------------- | -------- | ------ |
| Luxemburguesos | 5.682    | 72,39% |
| Forasters      | 2.167    | 27,61% |
| - Portuguesos  | 818      | 10,42% |
| - Francesos    | 252      | 3,21%  |
| - Italians     | 319      | 4,06%  |
| - Belgues      | 88       | 1,12%  |
| - Alemanys     | 79       | 1,01%  |
| - Iugoslaus    | 358      | 4,56%  |
| - Altres       | 253      | 3,22%  |

## Evolució demogràfica
| Any        | Població |
| ---------- | -------- |
| 15/02/2001 | 7.849    |
| 01/01/2002 | 7.852    |
| 01/01/2003 | 7.896    |
| 01/01/2004 | 7.974    |
| 01/01/2005 | 8.084    |